# Cistus ladanifer subsp. sulcatus
A Cistus ladanifer subsp. sulcatus , comummente conhecida como esteva-vicentina, é uma subespécie de planta com flor pertencente à família Cistáceas e ao tipo fisionómico dos fanerófitos e dos caméfitos.
A autoridade científica da subespécie é (Demoly) P.Monts., tendo sido publicada em Anales del Jardín Botánico de Madrid 49(1): 152. 1991.

## Portugal
Trata-se de uma subespécie presente no território português, nomeadamente em Portugal Continental, no Barrocal Algarvio e no Sudoeste Meridional.
Em termos de naturalidade é endémica da região atrás referida.

## Protecção
Encontra-se protegida por legislação portuguesa ou da Comunidade Europeia, nomeadamente pelo Anexo II e IV da Directiva Habitats.